# Jönköpings GK
Jönköpings GK är en golfklubb i Jönköping i Småland. Banan är den äldsta i Småland och karaktäriseras av järnvägen, som trafikeras av Krösatågen, som går rakt igenom banan. Banan böljar fram i ett kuperat landskap med omgivande skogspartier.
En bana med centralt läge, följaktligen en bana dit juniorer och blivande skickliga spelare haft lätt att ta sig.
Större tävlingar har arrangerats däribland EM, SM och en populär deltävling på SGT, Husqvarna Open, spelades på Jönköpings GK från 1992 t.om. 2008.
Jönköpings GK ingår i samarbetet Golfköping.
Banan ligger i stadsdelen Kättilstorp, och det är också så traktens golfare refererar till banan.

## Historik
Jönköping Golfklubb bildades den 12 december 1936. Det dåvarande namnet var Jönköping-Huskvarna Golfklubb. En av de mest delaktiga i klubbens och banans tillkomst var Fred Ljungberg, som var chef på Svenska Tändsticksaktiebolaget. Banan började byggas 1937, och banarkitekt var Frank Dyer och de nio första hålen invigdes den 29 oktober 1938.
Två generationer Claesson, Nils och Kurt, har verkat som greenkeepers. 1937 anställdes Nils och stannade kvar i 41 år tills sonen Kurt tog över.
Jönköpings Golfklubb registrerades i mars 1938 i Svenska Golfförbundet och blev medlem nummer 14.
Banan byggdes senare ut till 18 hål; arkitekt denna gång var Nils Sköld. Banan invigdes den 24 september 1961.
Prins Bertil invigningsspelade med Eric Ljungberg och Hans Rydell och ytterligare 3 fyrbollar deltog i invigningen. Från klubben spelade bl.a. också Arne Boqvist och Eva Stenman. Invigningsslaget ägde rum på nuvarande hål två som var det första nya hålet.
1981 utnämndes klubben till årets golfklubb.

## Prestationer och utmärkelser
Seniortävlingar
- 1978 - SM-guld, klubblag, herrar
- 1979 - SM-guld, klubblag, herrar
- 1981 - SM-guld, klubblag, herrar
- 2011 - A6 Ladies Open, Julia Davidsson
- 2011 - Nordea Tour Championship by Fredrik Jacobson, Julia Davidsson
- 2012 - SM-silver, matchspel, Julia Davidsson
- 2013 - SM-brons, klubblag, damer (Julia Davidsson, Jennifer Davidsson, Cajsa Persson, Lisa Persson, Alexandra Kristoffersson, Elina Bergvall och Amanda Emme)
- 2013 - Nordea Tour Championship, Julia Davidsson
- 2016 - Kalmar Ladies Open, Cajsa Persson

Juniortävlingar
- 1976 - JSM-guld, matchspel, Cecilia Tillström
- 1982 - British Youth Championship, Torbjörn Antevik
- 2005 - JSM-silver, klubblag
- 2010 - JSM-brons, klubblag
- 2011 - JSM-Silver, matchspel, Alexandra Kristoffersson
- 2011 - JSM-slilver, slag, Cajsa Persson